# Ablepharus rueppellii
Ablepharus rueppellii е вид влечуго от семейство Сцинкови (Scincidae).

## Разпространение
Видът е разпространен в Египет, Израел, Йордания и Палестина.